# Шиловский, Евгений Александрович
Евге́ний Алекса́ндрович Ши́ловский (21 ноября [3 декабря] 1889 — 27 мая 1952) — советский военный деятель, генерал-лейтенант (1940); доктор военных наук (1943), профессор (1939).
Помощник начальника Академии Генерального штаба СССР, начальник штаба Московского военного округа. Преподавал стратегию в Академии Генерального штаба СССР и в других высших военных учебных заведениях, автор аналитических работ по теории прорыва и военным операциям Красной Армии в 1920 году и во время Великой Отечественной войны.

## Биография

### Ранние годы
Евгений Александрович родился 21 ноября (3 декабря) 1889 года в родительском имении близ деревни Савинки Лебедянского уезда Тамбовской губернии. Он был потомственным дворянином из обедневшей семьи. Его отец — Александр Иванович Шиловский, мать — Поликсена Степановна (урождённая Баранова). В семье было восемь детей.
В 1901 году Евгений поступил в кадетский корпус в Орле, через год перевёлся в Второй Московский кадетский корпус, который успешно окончил в 1907 году, и Константиновское артиллерийское училище по 1-му разряду (1910), из которого выпущен подпоручиком с зачислением по полевой пешей артиллерии и прикомандированием к лейб-гвардии 1-й артиллерийской бригаде. Позднее был переведён в эту бригаду.

### Офицерская карьера

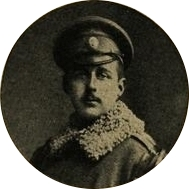
Поручик Шиловский в годы Первой мировой войны.

В октябре 1913 года поступил в Николаевскую академию Генерального штаба. В апреле 1914 года был произведён в поручики. В начале Первой мировой войны занятия в академии были прекращены, слушатели вернулись в свои части. Поручик Шиловский выступил на фронт со своей артиллерийской бригадой, участвовал в боевых действиях в должности младшего офицера бригады.
Был награждён Георгиевским оружием:
за то, что в боях 6-го, 7-го и 8-го февраля 1915 г. у д. Кобылин, находясь непрерывно на передовом наблюдательном пункте под сильным ружейным и артиллерийским огнём противника, причём был контужен, но строя не оставил, искусным корректированием и управлением огнём полубатареи, дал возможность своей пехоте отбить повторные атаки противника и неоднократно заставлял молчать его батареи.
С мая 1915 года служил на должностях офицеров генерального штаба в штабе 36-го армейского корпуса (Западный фронт), с октября 1915 года — офицер в штабе 43-й пехотной дивизии на Юго- Западном фронте. Был ранен, контужен. За отличия награждён двумя боевыми орденами, дважды вне очереди производился в следующий чин: в августе 1916 года в штабс-капитаны, в 1917 году в капитаны.
В январе 1917 года отозван с фронта для продолжения обучения в академии, где было решено возобновить занятия. С 1 февраля по 4 мая 1917 года учился в старшем классе 1-й очереди. 13 июня 1917 года состоялся выпуск, причём первым по успехам был Петровской бомбардирской бригады капитан Е. А. Шиловский. В июле 1917 года Евгений Александрович был направлен в штаб 11-й армии на Юго-Западный фронт на должность старшего адъютанта отдела генерал-квартирмейстера штаба.
Демобилизован в феврале 1918 года в чине капитана.
После демобилизации вернулся в Лебедянь, затем в родную деревню Савинки. Спорил с братом Олегом о судьбах родины, после чего Олег решил эмигрировать и через два года покончил с собой во Франции, а Евгений в августе 1918 года поступил на учёт в уездный военкомат и стал работать помощником заведующего отделом формирования Лебедянского уездного военкомата, затем инспектором всевобуча в Красной Армии.

### В Красной Армии
В сентябре 1918 года Евгений Александрович был вызван в Москву на работу в Высшую военную инспекцию РСФСР.
С февраля 1919 года помощник начальника организационного управления штаба Наркомата по военным и морским делам Украины, затем начальник отдела обороны, начальник организационного управления, начальник Полевого штаба Наркомвоенмора Украинской ССР. Непосредственно участвовал в формировании частей Красной Армии на Украине и в боевых действиях против петлюровской Армии Украинской народной республики, «зелёных» формирований и Вооружённых сил Юга России генерала А. И. Деникина под Киевом, в районе Триполье, Васильков, под Жмеринкой, у Переславля.
В августе 1919 года штаб Наркомвоенмора Украины был расформирован, Е. А. Шиловский был отозван в Москву. Там в том же месяце он был арестован органами ВЧК по обвинению в сочувствии белым, но уже 30 сентября 1919 года освобождён. В октябре 1919 года был назначен в штаб 16-й армии Западного фронта, где занимал следующие должности: начальник оперативного управления штаба армии, помощник начальника штаба армии, с октября 1920 — начальник штаба армии, с 24 апреля по 7 мая 1921 года временно исполнял должность командующего армией. Участвовал в советско-польской войне и в разгроме отрядов Булак-Балаховича под Мозырем в ноябре 1920 года. С июля по октябрь 1921 года — помощник начальника штаба Западного фронта.

### На преподавательской работе
С октября 1921 года служил в Военной академии РККА имени М. В. Фрунзе преподавателем оперативного искусства, начальником учебного отдела и помощником начальника академии.
С октября 1928 года Евгений Александрович — начальник штаба Московского военного округа. С февраля 1931 года работал в Военно-воздушной академии РККА им. Н. Е. Жуковского, где он был старшим руководителем кафедры оперативного искусства, начальником оперативного факультета, начальником штаба академии. С декабря 1936 года Шиловский — старший преподаватель, а с мая 1940 года — начальник кафедры оперативного искусства Академии Генерального штаба РККА. Профессор (1939).
В это время Шиловский начинает выступать как теоретик и аналитик войны. Его работы заняли достойное место среди материалов, в которых давалась оценка Советско-польской войны 1920 года. И поскольку он участвовал в той войне не под началом Тухачевского, он смог объективно оценить действия РККА, основываясь на архивных документах штаба Юго-Западного фронта, штабов 13-й армии и 2-й Конной армии, материалов отчётов об операциях Красной армии, составленных Полевым штабом РВСРК VIII съезду Советов (декабрь 1920 г.) и публикациях ряда российских журналов. «Отличительными чертами этой и других работ были сухость языка, военная деловитость изложения, обилие добротно обоснованных выводов», — указывает военный историк, доктор исторических наук С. Н. Полторак.

Могила Е. А. Шиловского

### Великая Отечественная: подготовка командных кадров
Участник Великой Отечественной войны. 3 августа 1941 года генерал-лейтенант Е. А. Шиловский назначен исполняющим обязанности начальника Академии Генерального штаба. Ему было поручено произвести эвакуацию академии из Москвы в Уфу (получил приказ об эвакуации 19 октября 1941 года, а уже 8 ноября в Уфе начались занятия в академии) и срочно перестроить учебный процесс, перейдя на подготовку по ускоренной программе командиров и начальников штабов дивизий и корпусов, руководящих офицеров для штабов армий и фронтов. Сам Шиловский приложил огромные усилия для изучения и обобщения опыта войны и широкого внедрения его в учебные программы. В апреле 1942 года генерал Шиловский назначен начальником кафедры оперативного искусства Высшей военной академии имени К.Е. Ворошилова. С августа 1942 года до последнего дня жизни он являлся начальником кафедры военной истории этой академии. Автор нескольких стратегических очерков об операциях Великой Отечественной войны, изданных массовыми тиражами и направленных в действующую армию для использования опыта штабами и командованием. Активно занимался изучением опыта войны и после Победы. Ряд его научных трудов посвящён вопросам начального периода войн, подготовке и проведению армейских наступательных операций, оперативного искусства и тактики.
«В годы Великой Отечественной войны значимое место в научных разработках занимали проблемы наступления. Работу, логическим завершением которой было формирование теории прорыва, возглавил Е. А. Шиловский», — указывается в обзоре военной мысли в Военной академии Генерального штаба Вооруженных Сил с момента её основания.
Вступил в ВКП(б) в 1943 году, одним из последних офицеров-генштабистов старой армии.
Умер от инсульта в своём служебном кабинете 27 мая 1952 года. Похоронен на Новодевичьем кладбище (уч. 4).

## Вклад в военную науку
В 1939 году Е. А. Шиловский стал профессором. По мнению маршала Советского Союза М. В. Захарова профессор Шиловский внёс значительный вклад в развитие теории глубокой операции. За большой вклад в военную науку в 1943 году Шиловский получил учёную степень доктора военных наук без защиты докторской диссертации.
Ему принадлежит первое исследование битвы за Москву, в котором было отмечено историческое значение этой победы Красной Армии. «Политические и стратегические последствия разгрома немцев под Москвой огромны. Уже сейчас можно сказать, что значение победы над немцами в декабре 1941 г. в общем ходе настоящей мировой войны не меньше, чем значение знаменитой победы на Марне в 1914 г., послужившей поворотным пунктом в войне 1914—1918 гг. и приведшей в конечном счете к поражению Германии… Великая битва под Москвой… войдёт в мировую историю как один из бессмертных примеров упорства в борьбе, мужества и военного искусства, увенчавшегося большой победой Красной Армии и её руководителей над немецко-фашистскими войсками».
Тесно сотрудничал с журналом «Военная мысль»
«Прорыв фронта» профессора Е. А. Шиловского считался одной из наиболее крупных работ, подготовленных в Академии Генерального штаба

### Исследования
- Военная академия им. М. В. Фрунзе за пять лет: 1918—1923: сборник / под ред. М. Л. Белоцкого, И. Г. Клочко, Е. А. Шиловского. — М.: Тип. Воен. акад., 1923. — 411 с.: ил.[1]
- Шиловский, Е.А. На Березине: Действия XVI армии на р. Березине в марте — июле 1920 года. — М.; Л.: Госиздат. Отд. воен. лит., 1928. Архивировано 8 декабря 2015 года.[1].
- Шиловский, Е.А. Лекции по оперативному искусству. (1-й отдел): [стеногр. трёх лекций, прочит. на Командном фак. ВВА в 1932-33 учеб. году]. — [М.]: [б. и.], [1933]. — 76 с.: 6 л. схем[1].
- Шиловский, Е.А. Между Полоцком и Минском: майское контрнаступление Красной Армии в Белоруссии и боевая работа военно-воздушных сил (14.5-8.6 1920). — М.: Академия, 1936. — II, III с.: 6 л. карт[1].
- Шиловский Е. А. Операция. М., 1938; Основы наступательной армейской операции. М., 1938, Прорыв и его развитие. М, 1940[7].
- Шиловский, Е.А. Контрнаступление Красной Армии в Белоруссии (14 мая — 8 июня 1920 г.). — М.: Воениздат, 1940. — 176 с.: 2 л. карт[1].
- Шиловский, Е.А. Разгром немецких войск под Москвой: краткий оперативно-стратегический очерк / Е. А. Шиловский; Воен.-ист. отд. Генер. штаба Красной армии. — Москва: Воен. изд-во Нар. комиссариата обороны, 1943. — 24,[1] с.: ил.. — (Из опыта боев Отечественной войны)[15], второе издание — Москва: Госполитиздат, 1944, третье издание — Москва: Воениздат, 1945[1].
- Разгром немецких войск под Москвой (Московская операция Западного фронта 16 ноября 1941 г.- 31 января 1942 г.). Под главной редакцией Маршала Советского Союза Б. М. Шапошникова. Части 1-3. М., 1943. Авторы этой книги — генерал-лейтенант Е. А. Шиловский, генерал-лейтенант А. Н. Бахтин, полковники А. В. Васильев, И. С. Коротков, А. Ф. Кораблёв, И. И. Френкель, подполковник Г. П. Мещеряков и другие сотрудники Военно-исторического отдела Генштаба Красной Армии, которые в период сражений за Москву находились в войсках или в полевом управлении штаба Западного фронта, то есть были непосредственными участниками битвы, не покинув столицу со вторым эшелоном Генштаба, который во главе с Б. М. Шапошниковым в период с 17 октября до 20-х чисел ноября 1941 г. находился в Арзамасе[11].
- Шиловский, Е.А. Рост военного искусства Красной Армии в ходе Великой Отечественной войны. — М.: Воениздат, 1943. — 48 с.[1]
- Шиловский, Е.А. Прорыв фронта: (из опыта оперативных прорывов Красной Армии). — Москва: Воен. изд-во НКО, 1944. — Т. 1[1].
- Шиловский, Е.А. Великая битва под Москвой. — Пенза: Изд. и типолит. изд-ва газ. «Сталинское знамя», 1945. — 15 с.: схем. — (Б-ка агитатора и пропагандиста. Из летописи Великой Отечественной войны)[1].
- Шиловский, Е.А., Иванов, П., Таленский, Н. и др. Окружение и разгром врага: сб. операт.-тактич. очерков. — М.: Воениздат, 1945. — 81 с.: 1 карт.: ил[1].
- Шиловский, Е.А. Основные вопросы сталинской военной стратегии: крат. учеб. пособие. — Москва: ВАГШ, 1945[1].
- Шиловский, Е.А. Разгром немецких войск в Белоруссии: краткий оперативный очерк. — 23 с.: карт. — (Из опыта боёв Отечественной войны / Воен.-ист. отд. Ген. штаба Красной Армии)[1].
- Восточно-прусская операция Красной Армии. 1945 г. / Е. А. Шиловский, Н. А. Таленский, А. В. Васильев. — М.: Воениздат, 1946. — 51 с.: ил., карт[1].
- Шиловский, Е.А. О некоторых основах оперативного прорыва // Военная мысль. — 1944. — Январь (№ 1). — С. 28. — ISSN 0236-2058.
- Шиловский, Е.А. Подготовка и ведение оперативного прорыва // Военная мысль. — 1944. — 2,3 (№ 2,3). — С. 18. — ISSN 0236-2058.
- Шиловский, Е.А. Характерные черты советского военного искусства на третьем году войны // Военная мысль. — 1944. — 5,6 (№ 5,6). — С. 11. — ISSN 0236-2058.
- Шиловский, Е.А. Некоторые черты сталинского военного искусства // Военная мысль. — 1944. — Декабрь (№ 12). — С. 3. — ISSN 0236-2058.
- Шиловский, Е.А. Разгром немецких войск в Белоруссии // Военная мысль. — 1944. — 10,11 (№ 10,11). — С. 15. — ISSN 0236-2058.
- Шиловский, Е.А. Некоторые особенности Восточно-Прусской операции 1945 г. // Военная мысль. — 1946. — 2,3 (№ 2,3). — С. 25. — ISSN 0236-2058.

## Семья

### Происхождение

Семья Шиловских накануне Первой мировой войны.

Отец Евгения Александровича Александр Иванович Шиловский поселился по выходе в отставку в 1889 году у своей тетушки Варвары Александровны Шиловской, приходившейся внучкой родоначальнику лебедянской ветви Шиловских Петру Фёдоровичу Шиловскому (1746—1790-е). Ей принадлежал небольшой одноэтажный деревянный дом, располагавшийся в глубине усадебного парка. В 1895 году Варвара Александровна оформила дарственную на племянника, который до 1915 года служил в Лебедянской земской управе и работал в комиссии по землеустройству. Отойдя от службы, Александр Иванович переключился исключительно на заботы об усадьбе, где до 1925 года лично занимался садоводством. Он скончался в 1930 году. Супруга, Поликсена Степановна Шиловская, пережила мужа на 11 лет и умерла в 1941 году. В семье было восемь детей: Игорь (р. 1888), Евгений (р. 1889), Наталия (р. 1891), Михаил (1892), Олег (1894—1921), Ольга (р. 1895), Варвара (р. 1897) и Валерия (р. 1899).

### Личная жизнь

Е. А. Шиловский с супругой Еленой Сергеевной, урождённой Нюренберг.

Осенью 1921 года Евгений Александрович стал мужем Елены Сергеевны Нюренберг-Неёловой (1893—1970). В 1921 году у них родился сын Евгений (1921—1957), а в 1926 году — Сергей (1926—1977). В 1926 году Елена Сергеевна побывала у брата Александра Сергеевича Нюренберга в Пярну, куда привезла пятилетнего сына Женю, оставив его в семье брата до лета 1928 года: «она хотела, чтобы сын вырос на свободном Западе». На деле Елена Сергеевна была беременна и нуждалась в помощи. Евгений Александрович к тому времени был помощником начальника Академии Генштаба, а в 1928 году был назначен начальником штаба Московского военного округа, он постоянно был занят на службе. В этом году Елена Сергеевна вторично посетила старшего брата, приехав в Эстонию вместе со вторым сыном, двухлетним Серёжей. Погостив несколько месяцев в Пярну, она вернулась в Москву вместе с детьми.
«Я была просто женой генерал-лейтенанта Шиловского, прекрасного, благороднейшего человека. Это была, что называется, счастливая семья: муж, занимающий высокое положение, двое прекрасных сыновей. Вообще все было хорошо. Но когда я встретила Булгакова случайно в одном доме, я поняла, что это моя судьба, несмотря на все, несмотря на безумно трудную трагедию разрыва, — признавалась впоследствии Елена Сергеевна. — Я пошла на все это, потому что без Булгакова для меня не было ни смысла жизни, ни оправдания ее… Это было в 29-м году в феврале, на масляную… Это была быстрая, необычайно быстрая, во всяком случае, с моей стороны, любовь на всю жизнь. Потом наступили гораздо более трудные времена, когда мне было очень трудно уйти из дома именно из-за того, что муж был очень хорошим человеком, из-за того, что у нас была такая дружная семья. В первый раз я смалодушествовала и осталась, и я не видела Булгакова двадцать месяцев, давши слово, что не приму ни одного письма, не подойду ни разу к телефону, не выйду одна на улицу. Но, очевидно, всё-таки это была судьба».
3 октября 1932 года Шиловские развелись. Евгений Александрович написал родителям Елены Сергеевны в Ригу: «Дорогие Александра Александровна и Сергей Маркович! Когда Вы получите это письмо, мы с Еленой Сергеевной уже не будем мужем и женой. Мне хочется, чтобы Вы правильно поняли то, что произошло. Я ни в чем не обвиняю Елену Сергеевну и считаю, что она поступила правильно и честно. Наш брак, столь счастливый в прошлом, пришел к своему естественному концу. <…> Мы хорошо прожили целый ряд лет и были очень счастливы. Я бесконечно благодарен Люсе за то огромное счастье и радость жизни, которые она мне дала в свое время. Я сохраняю самые лучшие и светлые чувства к ней и к нашему общему прошлому. Мы расстаемся друзьями. Вам же я хочу сказать на прощанье, что я искренне и горячо любил Вас, как родителей Люси, которая перестала быть моей женой, но осталась близким и дорогим мне человеком. Любящий вас Женя Большой».
После развода сын Евгений остался с отцом, а Сергей — с матерью. Елена Сергеевна вышла замуж за писателя Михаила Афанасьевича Булгакова.
См. также раздел «Знакомство с Булгаковым» статьи Булгакова, Елена Сергеевна.

Марианна Толстая с дочерью Мариной Шиловской, послевоенное фото.

Летом 1935 года Шиловский проводил отпуск в подмосковном санатории «Узкое», где его соседкой по столу в обеденном зале оказалась юная аспирантка Ленинградского радиевого института Марианна Толстая (1911—1988), дочь писателя Алексея Николаевича Толстого и художницы Софьи Исааковны Дымшиц. Избранница была младше Евгения Александровича на 21 год. Их роман продолжался полтора года: Марьяна жила в Ленинграде, Евгений Александрович в Москве. Потом Толстые переехали в Москву и поселились неподалёку от квартиры Шиловского (Ржевский переулок). Генерал подружился с будущим тестем, они встречались практически еженедельно. В 1936 году Евгений Александрович и Марьяна поженились. 7 мая 1937 года у них родилась дочь Марина. Марианна Толстая впоследствии стала доктором технических наук, профессором Московского института стали и сплавов и заведующей кафедрой общей химии Московского авиационно-технологического института имени К. Э. Циолковского.
Во время войны Марианна Алексеевна с дочкой были отправлены в эвакуацию, где испытали все тяготы войны. Марина Евгеньевна вспоминала, что в 1941 году мать два месяца кормила её яичным порошком, потому что другой еды не было. Евгений Александрович считал недостойным требовать для себя и близких каких-то особых условий. С войны он привёз только памятную вещь — пробитый осколком жестяной кувшин. Пользовался служебной машиной и дачей, которые после его смерти Марианна Алексеевна сдала в хозяйственное управление армии.

## В художественной литературе
Шиловский был прототипом Вадима Рощина, героя романа А. Н. Толстого «Хождение по мукам», это подтверждала дочь Шиловского Марина Евгеньевна. Моральное перерождение своего героя писатель описал так: «Мы много говорили, — какой утомительной бессмыслицей казался нам круговорот истории, гибель великих цивилизаций, идеи, превращенные в жалкую пародию… Под фрачной сорочкой — та же волосатая грудь питекантропа… Ложь! Пелена содрана с глаз… Вся наша прошлая жизнь — преступление и ложь! Россией рожден человек… Человек потребовал права людям стать людьми. Это — не мечта, это — идея, она на конце наших штыков, она осуществима… Ослепительный свет озарил полуразрушенные своды всех минувших тысячелетий… Все стройно, все закономерно… Цель найдена… Ее знает каждый красноармеец…»
Шиловский также считается прототипом мужа Маргариты в романе «Мастер и Маргарита» М. А. Булгакова. «Маргарита была женою очень крупного специалиста, к тому же сделавшего важнейшее открытие государственного значения. Муж ее был молод, красив, добр, честен и обожал свою жену» — так описывается фигура Е. А. Шиловского.

## Воинские звания
- подпоручик — 1910
- поручик — апрель 1914
- штабс-капитан — произведён приказом от 6.08.1916 со старшинством от 19.07.1915[21]
- капитан — 1917 (предположительно)
- комбриг — 13 декабря 1935[22]
- комдив — 22 февраля 1938
- генерал-лейтенант — 4 июня 1940

## Награды
Российской империи
- Орден Святой Анны IV степени с надписью «За храбрость» (ВП 28.10.1914)[2];
- Орден св. Станислава III степени с мечами и бантом (1914)[2];
- Георгиевское оружие (ВП 25.04.1915)[2];
- Орден св. Владимира IV степени с мечами и бантом (1915)[2];
- Орден Святой Анны III степени с мечами и бантом (1915)[2],
- Орден св. Станислава II степени с мечами (1915)[2],
- Высочайшее благоволение (за боевые отличия, ВП 26.08.1916).
- Орден св. Георгия IV степени (1916).

Советского Союза
- Орден Ленина (21.02.1945)
- 4 ордена Красного Знамени (22.02.1938, 29.07.1944, 3.11.1944, 20.06.1949)
- Орден Суворова 2-й степени (6.06.1945)
- Орден Красной Звезды (17.05.1943)
- медали